# کارولینا کورونادو
ویکتوریا کارولینا کورونادو و رومرو د تجادا (۱۲ دسامبر ۱۸۲۰ – ۱۵ ژانویه ۱۹۱۱) نویسنده اسپانیایی بود که به خاطر شعرهایش معروف بود و به عنوان معادل نویسندگان رمانتیک معاصر مانند روسالیا د کاسترو شناخته می‌شد. به عنوان یکی از مشهورترین شاعران نیمه دوم قرن نوزدهم در اسپانیا، او همچنین نقش دیپلماتیک ایفا کرد (او همسر هوراشیو پری، دبیر اول سفارت ایالات متحده در مادرید، بود). او هم در مذاکره با خانواده سلطنتی اسپانیا به صورت خصوصی و هم از طریق مجموعه‌ای از شعرهای منتشر شده گسترده، اهداف دولت لینکلن، به ویژه لغو برده‌داری را ترویج می‌کرد.

## جوانی
ویکتوریا کارولینا کورونادو و رومرو د تجادا در ۱۲ دسامبر ۱۸۲۰ در آلمندرالخو، باداخوس در استان اکسترمادورا به دنیا آمد. او دختر نیکلاس کورونادو و گالاردو و ماریا آنتونیا رومرو د تجادا و فالکون بود. خانواده او ثروتمند بودند، اما به ایدئولوژی مترقی پایبند بودند که باعث شد پدر و پدربزرگش مورد آزار و اذیت قرار بگیرند. پس از نقل مکان به پایتخت استانی باداخوس، کارولینا آموزش رسمی مربوط به دختران زمان خود را دریافت کرد: مد و خانه‌داری. با این حال، او از سنین جوانی علاقه‌ای به ادبیات نشان داد و شروع به خواندن آثار از ژانرهای مختلف کرد. او به‌طور خودآموخته خواندن و نوشتن را یادگرفت و به تحصیلات خود ادامه داد علیرغم انتقادات خانواده‌اش. به لطف این فعالیت، او توانایی طبیعی در سرودن اشعار به دست آورد. خطوط او خودجوش و پر از احساس بودند. بسیاری از شعرهای او بر اساس عشق‌های غیرممکن بودند. موضوع برجسته‌ترین شعرهایش آلبرتو بود - که ممکن است حتی وجود نداشته باشد.
خلق و خوی رمانتیک او نیز می‌توانست تحت تأثیر چوب‌وارگی مزمنی که از آن رنج می‌برد باشد. او حتی در چندین موقعیت به نظر می‌رسید «مرده» است، که باعث علاقه او به موضوع مرگ شد. او در نهایت مومیایی کردن شوهر متوفای خود را انجام داد.

## زندگی در مادرید

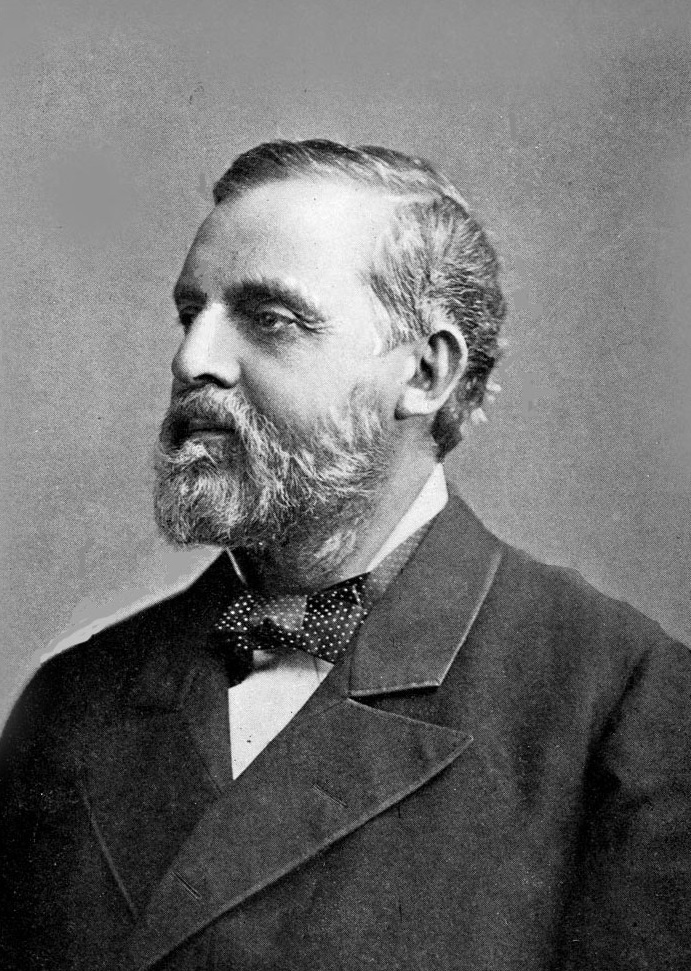
هوراشیو جاستوس پری

پس از ادای نذر تجرد پس از مرگ آلبرتو تجادا در دریا (چه واقعی بوده یا خیالی)، او این نذر را زمانی که در سال ۱۸۵۲ با هوراشیو جاستوس پری در مادرید ازدواج کرد، لغو کرد. پری دبیر سفارت ایالات متحده بود. آنها یک پسر داشتند - کارلوس هوراسیو (۱۸۵۳–۱۸۵۴) و دو دختر - کارولینا (۱۸۵۷–۱۸۷۳) و ماتیلده (متولد ۱۸۶۱) که با پدرو تورس کابرا، مرتبط با کنت کانیلروس ازدواج کرد. در زمانی که زنان به گفتگوهای سیاسی عمومی دعوت نمی‌شدند، کورونادو در متقاعدانه بحث کردن علیه میراث امپریالیستی اسپانیا و درخواست حمایت برای اصلاح اشتباهات استعماری گذشته ملت خود، به ویژه معرفی برده‌داری به آمریکا موفق شد.

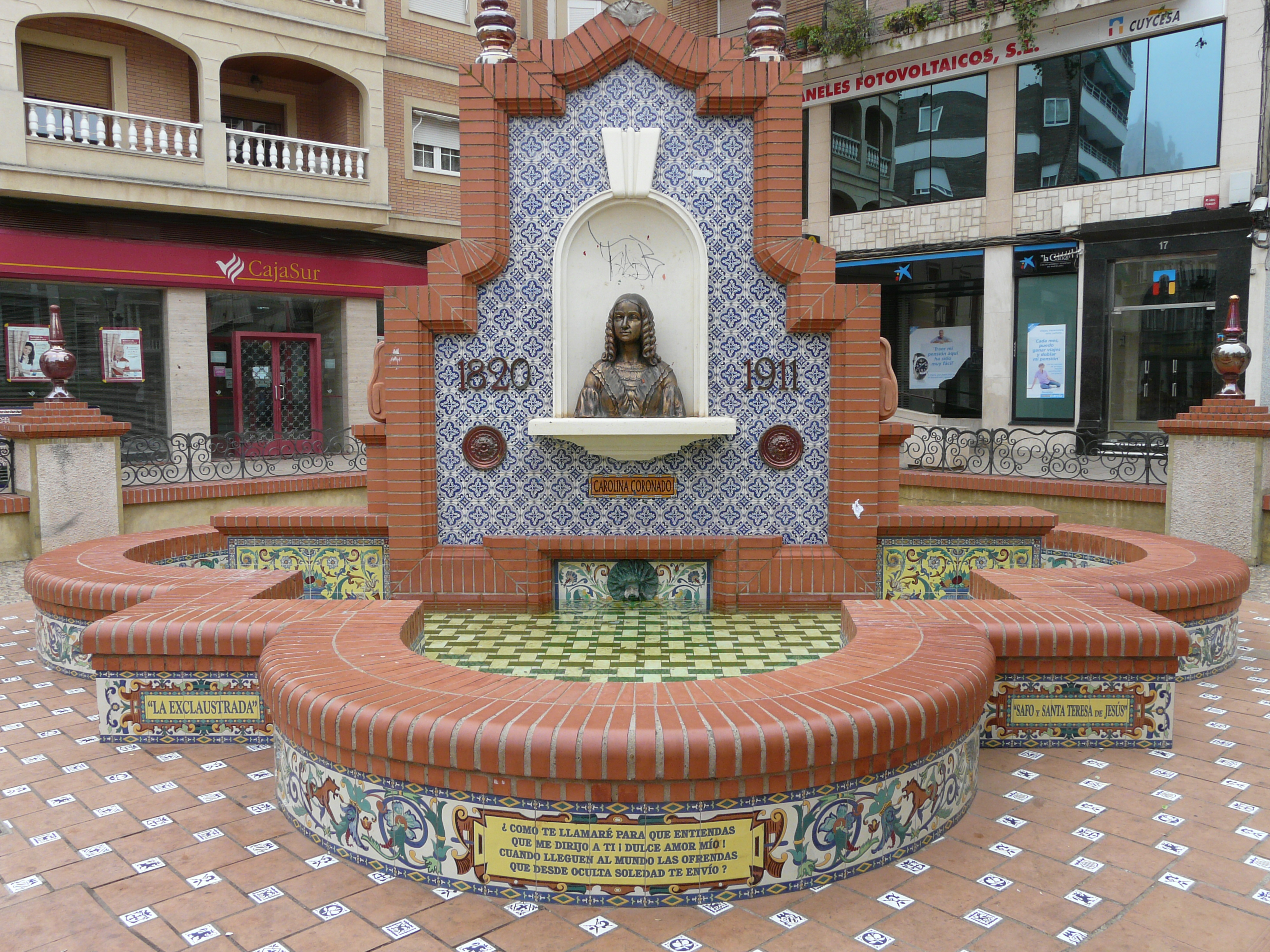
یادبود برای کورونادو در آلمندرالخو

کورونادو دارای روحیه انقلابی بود و در مادرید به خاطر سالن‌های ادبی که برگزار می‌کرد مشهور شد، گروهی که انجمن شعری (خواهران شعر) نام داشت. گردهمایی‌های او به عنوان مکانی برای ملاقات نویسندگان مترقی و پناهگاهی برای تحت تعقیب‌ها، از جمله بسیاری از نویسندگان مشهور زمان عمل می‌کرد. متأسفانه برای او، پناهگاه مخفی و علاقه‌اش به انقلاب نارضایتی هم‌عصرانش را به همراه داشت.
با این حال، او موفق به انتشار چندین اثر در روزنامه‌ها و مجلات شد و بدین ترتیب مقداری از شهرت را به دست آورد. زیبایی ظاهری او بی‌شک به موفقیتش کمک کرد و موجب تحسین سایر نویسندگان رمانتیک، از جمله شاعر خوزه د اسپرونسدا شد.
کورونادو در لیسبون، پرتغال در ۱۵ ژانویه ۱۹۱۱ درگذشت.